# The Ed Sullivan Show
 (août 2016).
Le contenu est difficilement compréhensible vu les erreurs de traduction, qui sont peut-être dues à l'utilisation d'un logiciel de traduction automatique.
The Ed Sullivan Show est une émission de télévision de variétés américaine, diffusée de 1948 à 1971, présentant des danseurs, magiciens, humoristes, marionnettistes, chanteurs et animaux savants. 
La cause du succès de cette émission est notamment la performance emblématique de musiciens révolutionnaires, dans différents styles, du jazz au rock psychédélique, en passant par le rhythm and blues, ainsi que par des performances de Broadway. Les Beatles, Elvis Presley, Gene Vincent, les Rolling Stones, les Doors, James Brown, les Jackson 5, les Temptations, ainsi que les vedettes de West Side Story font partie des prestations historiques de cette émission en passant également par quelques rares artistes français tels que Zizi Jeanmaire en 1961, Edith Piaf et Johnny Hallyday en 1962 pour une séquence de trois titres enregistrés au célèbre cabaret parisien : le Moulin Rouge.
Le nom initial de l'émission était The Toast of the Town et a été changé en 1955 pour The Ed Sullivan Show. Le Ed Sullivan Show était animé par Ed Sullivan et diffusé sur le réseau CBS chaque dimanche soir à 20 heures, entre le 20 juin 1948 et le 6 juin 1971, pour un total de 1087 émissions. De 1948 à 1965, le format visuel était en noir et blanc, puis en couleur de 1965 à 1971. Le temps moyen d’un épisode était d'environ 50 minutes. Les enregistrements avaient lieu à New York, au Ed Sullivan Theater. Le principal commanditaire de l’émission de 1948 à 1962 était Lincoln-Mercury Division, de la marque Ford. En conséquence, Ed Sullivan lisait à plusieurs reprises des annonces de ces véhicules en diffusion directe.
The Ed Sullivan Show est réputé avoir changé la structure de la télévision américaine, en étant la maison d’accueil de talents et performances historiques. De même, l’émission était un événement national chaque dimanche soir, ayant entre autres permis une première exposition d’artistes étrangers pour le public américain. En 2002, cette émission était positionnée 15e dans le classement « TV Guide’s 50 Greatest TV Shows of All Time ». Puis, en 2013, elle a terminé en 31e place dans les 60 meilleures séries de tous les temps du magazine TV Guide. Ed Sullivan a par ailleurs obtenu grâce à l'émission le titre de « Maître de la variété ».

## Historique

### Ed Sullivan et le Ed Sullivan Show
Edward Vincent Sullivan est né à Harlem, New York, le 28 septembre 1901. Son frère jumeau Daniel n’a vécu que quelques mois. Ed Sullivan adorait les sports, commençant sa carrière professionnelle comme journaliste sportif, jusqu’en 1931. En 1932, il a écrit un article au sujet de Broadway ce qui a incité The New York Daily News à l’engager pour écrire une chronique nommée « Little Ole New York ». Depuis cette date et jusqu’à sa mort, cette chronique a maintenu un niveau élevé de popularité. De plus, Sullivan prenait part depuis les années 1920 à l’animation d’émissions de radio sur les thèmes de Broadway. À partir des années 1940, Ed Sullivan recevait de plus en plus d’offres en animation d’événements, se rapprochant de plus en plus de son rêve d’être connu, d’être une vedette.
En 1929, Ed Sullivan et Sylvia Weinstein commencent leur relation amoureuse, créant des conflits familiaux chez les deux familles, s’opposant vivement à un mariage Catholique-Juif . Ces conflits rendent difficile le maintien d’une stabilité dans leur relation pendant les trois années suivantes. Puis, ils se marient finalement et un an plus tard ils accueillent la naissance de leur fille, nommée après la mère d’Ed, Élizabeth. Ce couple est connu pour manger constamment à l’extérieur, dans les restaurants les plus connus, populaires et luxueux, avec des amis célèbres, comme des présidents des États-Unis et des acteurs.
En 1947, après une prestation télévisuelle de Sullivan comme animateur de « Harvest Moon Ball » pour le New York Daily News, Ed Sullivan est engagé par CBS pour animer une nouvelle émission de télévision de variétés, nommée « Toast of the Town ». Débutant le 20 juin 1948, ses débuts comme animateur ne sont pas très bien reçus. Les animateurs de télévision ont la réputation d'être charmants et compétents devant la caméra, mais pas nécessairement les meilleurs côté affaires derrière la caméra. Ed Sullivan est complètement le contraire. Ironiquement, son air maladroit et son manque de naturel lui donnent une place légendaire parmi les animateurs de télévision. Derrière la caméra, il a un talent exceptionnel pour dénicher des artistes avec du talent et les recruter. Toutefois, les commanditaires menacent CBS de se retirer financièrement s’il ne remplace pas l'animateur. Mais avec le soutien de William Paley, responsable de CBS, et la grande persévérance et le dévouement de Sullivan pour trouver des talents, l’émission se poursuit pendant vingt-trois ans. Il est clair que Sullivan a trouvé son métier; son désir et son amour à se retrouver au centre de la scène avec la lumière directement sur lui. Les constantes critiques reçues sur sa performance et sa tonalité monotone n’ont pas empêché l’émission d'avoir de fortes cotes d’écoute, motivant le réseau pour renommer l'émission au nom de l’animateur. En 1955, le nom de « Toast of the Town » devient « The Ed Sullivan Show », et le théâtre change de nom pour devenir « The Ed Sullivan Theater ». Sullivan est grandement honoré par ces reconnaissances.
Ed Sullivan a créé un effet révolutionnaire dans la télévision américaine, avec son habileté à trouver des talents exceptionnels, et à diffuser plusieurs nouveautés jamais vues à la télévision. Son choix de présentations est très diversifié. Il présente à l’Amérique une diversité culturelle, comme de l’opéra, de la musique classique, du ballet, ainsi que des numéros plutôt inhabituels (acrobates, chiens savants, etc.). Par exemple, dès 1958, Ed Sullivan présentait les performances de grandes troupes de ballet internationales, notamment les Ballets De Paris de Roland Petit, le Chicago Opera Ballet de Ruth Page, le London Festival Ballet et le Igor Moïsseïev Ballet de Russie. Puis, il présente des artistes n’ayant jamais fait d’apparition télévisuelle auparavant, et qui ne sont pas encore connus du grand public américain : Jerry Lewis, Dean Martin, les Rolling Stones, Elvis Presley et les Beatles. Son premier programme consiste en un rassemblement de Dean Martin, Jerry Lewis, Rodgers and Hammerstein, un pianiste, une ballerine, des pompiers et un arbitre de boxe. La devise des émissions de variétés, « soit quelque chose pour tout le monde », n’est pas fausse.
Avec 58 prestations, le duo de comiques canadiens Wayne and Shuster sont les artistes qui s'y sont produits le plus souvent . D'autres artistes du Canada ont été invités à l'émission dont certains provenant du Québec. Parmi ceux-ci Les Jérolas en 1963, Claude Léveillée ou encore Monique Leyrac en 1969. Plusieurs artistes français ont participé à l'émission, tels Johnny Hallyday, Édith Piaf, Sacha Distel, Les Compagnons de la chanson qui, avec 8 apparitions, sont les artistes français y ayant le plus souvent participé, et Mireille Mathieu.

### Controverses
Le soutien de Sullivan aux artistes afro-américains, en leur donnant l'opportunité d'apparitions télévisuelles, constitue une grande nouveauté à la télévision, mais en même temps une source de gêne pour les commanditaires de l’émission. En effet, il aspirait à faire connaître des artistes talentueux à un public le plus large possible, à l'image de son soutien à Nat King Cole, Sammy Davis Jr, ou plus tard, dans les années 1960, aux artistes de la compagnie d’enregistrement « Berry Gordy’s Motown ». Il a ainsi diffusé plusieurs de ses artistes à son émission tels Stevie Wonder, The Jackson 5, Smokey Robinson & The Miracles, The Temptations, Marvin Gaye, etc.. Il a aussi voulu briser la barrière raciale en comédie aux États-Unis par la présentation de Bill Cosby, Richard Pryor, Flip Wilson, etc.. Ed Sullivan profitait de sa position en tant qu’animateur d’une émission avec un large auditoire, pour créer un changement dans la mentalité américaine sur les races, les religions et les cultures et offrant aux artistes talentueux leur chance de succès.
Ed Sullivan était aussi reconnu pour sa forte personnalité, ou du moins ses querelles légendaires. Il était très loyal envers ses amis, mais avoir Sullivan contre soi pouvait nuire à une carrière et à une vie. Il imposait des modifications dans les routines des artistes quand il le trouvait nécessaire. Ed Sullivan aurait dit à Bob Dylan qu’il ne pourrait pas jouer « Talking John Birch Society Blues » et Bob serait simplement parti pour ne jamais revenir sur ce plateau. Ed Sullivan aurait forcé les Rolling Stones à changer les paroles de leur chanson « Let’s spend the night together » (passons la nuit ensemble) à « Let’s spend some time together » (passons du temps ensemble). Mick Jagger aurait accepté, mais avec une évidente désapprobation de sa part en roulant les yeux à la caméra aux moments de ces nouvelles paroles. Le groupe musical The Doors ne pouvait pas chanter « girl you couldn’t get much higher » dû à la référence à la drogue, mais ils auraient toutefois chanté ce vers, créant une explosion de furie de Sullivan, qui interdit au groupe de revenir jouer à son émission. La réplique de Jim Morrison fut « We just did the Sullivan Show » (Nous venons de faire le Sullivan Show).

### La fin
En 1971, le « Ed Sullivan Show » est annulé soudainement et de manière inattendue, en raison d'un coût de production trop élevé, ainsi qu’un changement trop proéminent des goûts musicaux des États-Unis. De plus, « The Wonderful World of Disney » et l'émission « The F.B.I. » prennent de plus en plus d’ampleur, créant de la compétition dans les temps de diffusion. CBS désire également produire des programmes pour les jeunes et non pour les générations plus âgées comme Ed Sullivan Show. Ed Sullivan est principalement en colère contre CBS pour ne pas avoir permis à l’émission de terminer en force après vingt-cinq années complètes. Il continue toutefois, avec son beau-fils, à faire des émissions spéciales pour CBS. Cette annulation subite, ainsi que le décès de sa femme Sylvia, un an avant, ont leur part dans sa mort précoce à 73 ans, le 13 octobre 1974. Malgré tout, Ed Sullivan, ainsi que les 10 000 performances d’artistes les plus talentueux au monde, vivent encore et son nom sera associé pour toujours à tous ses accomplissements envers l’évolution de la télévision et de l’histoire de la musique. Ed Sullivan avait un visage statique sans émotion, sans humour, très sérieux à la caméra, mais il aimait son métier et le monde de luxe que celui-ci lui apportait. Sa présence en tant que vedette lui était chère, tout comme mettre son nom dans les films, voyager au travers le monde, sortir dans les lieux les plus réservés. Mais, il en reste que son succès de vedette passait par l’animation de l’émission de télévision de variétés ayant duré le plus longtemps dans l’histoire de la télévision. C’était une émission de variétés véritable, des œuvres de Broadway pour les parents, à Topo Gigio pour les enfants, en passant par le rock 'n' roll pour les adolescents, un peu de tout pour tous et qui permettait de réunir les familles devant le petit écran.
« Ed Sullivan can’t sing, can’t dance and can’t tell a joke, but he does it better than anyone else. » - Alan King. 
(Ed Sullivan ne sait pas chanter, danser ni dire une blague, mais il le fait mieux que n’importe qui).

## Prestations marquantes
On associe « The Ed Sullivan Show » de nos jours à trois moments emblématiques de l’histoire de la télévision, soit les prestations d’Elvis Presley, de Gene Vincent  et des Beatles. Lors de la dernière des trois prestations qu’Elvis Presley a donné au Ed Sullivan Show, le cadrage de la caméra allait de sa taille à sa tête, afin de ne pas diffuser de déhanchements controversés à l’auditoire télévisuel. Puis, il y eut la prestation télévisée des Beatles aux États-Unis, le 9 février 1964. Cette émission reste une des plus regardées de l’histoire de la télévision. Les quatre prestations des Beatles au Ed Sullivan Show ont permis à la « Beatlemania » et l’Invasion britannique de décoller et d'ouvrir la porte de l’Amérique aux groupes de l'Angleterre. 

### Elvis Presley
Elvis Presley avait déjà fait des apparitions télévisuelles avant The Ed Sullivan Show, avec son tube Heartbreak Hotel. Mais l’auditoire de 60 millions de téléspectateurs sur un écran national, le dimanche soir, ne se comparait à aucune de ces autres émissions. Ce jeune homme avait une énergie sur scène qui lui était propre, avec un son pur et unique, captivant les adolescents de l’Amérique. Il a permis une révolution culturelle, ayant changé la musique et le monde musical pour toujours.

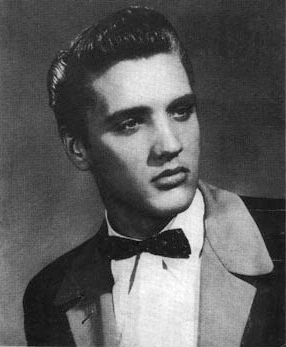
Les débuts d'Elvis Presley en 1954.

Sa première apparition à la télévision était au « Tommy and Jimmy Dorsey’s Stage Show ». Le gérant d’Elvis, le Colonel Parker, avait signé un accord pour six prestations. C’était la première prestation nationale d’Elvis Presley. En peu de temps, grâce à sa popularité croissante, les invitations à se produire sur scène et au petit écran se sont multipliées. Puis, il est apparu sur le Milton Berle Show . À sa deuxième prestation dans cette émission, il a chanté Hound Dog en jouant sur scène, en se déhanchant, en rendant les adolescentes dingues. Mais bien entendu, ceci ne convenait pas pour les adultes, les parents et les médias. Son sourire coquin en collaboration avec ses mouvements provocateurs a créé la controverse. C’était en partie la raison pour laquelle Ed Sullivan a refusé d’avoir Elvis dans son émission, ne voulant pas recevoir de mauvaises critiques.
Puis, le 1er juillet 1956, Elvis Presley a fait une prestation sur la nouvelle émission de NBC, Steve Allen Show Cette émission était diffusée à la même heure que le Ed Sullivan Show, sur CBS, créant une compétition directe. En raison de toutes les controverses précédentes avec la prestation de Hound Dog, Steve Allen a essayé de transformer cela en mettant Elvis dans une redingote, et lui disant de chanter à un basset hound. Cela n’a pas plu à Elvis, ni à ses admiratrices. Mais, l’émission a toutefois démoli la cote d’écoute de Ed Sullivan Show pour cette semaine.
Ed Sullivan n’a pas pris plus de temps pour reconsidérer sa décision et de le réserver pour son émission. L’entente avec le Colonel Parker était de trois performances dans l’émission, mais pour une incroyable somme de 50 000 $, qui était la plus grande somme pour une prestation à la télévision. Avant qu’Elvis ne soit reconnu nationalement, Ed Sullivan a laissé échapper l’opportunité de l’avoir dans son émission, pour une petite somme de 5 000 $.
Ed Sullivan n’a pas présenté Elvis Presley pour sa première prestation de l’émission. Son beau-fils et lui avaient eu un grave accident d’automobile quelques semaines plus tôt. Il était encore hospitalisé et ne pouvait donc se présenter à son émission. Le 9 septembre 1956, c'est Charles Laughton, un acteur anglais, qui présenta Elvis . Ceci était un des plus grands moments télévisuels, avec un auditoire évalué à 60 millions de personnes. Elvis a fait sa prestation au studio du « CBS Television City » à Los Angeles. Il a présenté les chansons Don't Be Cruel et Love Me Tender. Lorsqu’il est revenu pour une deuxième partie, toujours à Hollywood, Elvis Presley a joué Ready Teddy, une chanson de Little Richard. Il a par la suite remercié grandement « M. Sullivan » pour cette merveilleuse opportunité, en lui souhaitant une récupération rapide. Gardant une tonalité plus sérieuse, il poursuivit sa prestation avec l’introduction de son prochain numéro : « As a great philosopher once said … You ain’t nothin’ but a hound dog ! » (« Un grand philosophe a dit un jour …). Il ne s’est pas retenu lors de cette performance, il a montré ses déhanchements, son sourire coquin, ramenant de nouveau la controverse. Cette performance d’Elvis Presley était filmée de la tête aux pieds, donc les 60 millions de téléspectateurs ont pu témoigner de tous ses mouvements. Ce n’est qu’à partir de la troisième performance que CBS a insisté pour que la caméra ne montre que le haut du corps d’Elvis Presley, pour empêcher toute controverse.
Le 28 octobre 1956, Elvis Presley était prêt pour sa deuxième prestation. Ed Sullivan l’était aussi, ayant récupéré de son grave accident et étant retourné à son poste dans son émission. Elvis est monté sur scène la scène après une innocente performance par The Little Gaelic Singers, un chœur d’enfants irlandais. Il a chanté Don't Be Cruel et Love Me Tender. Il est revenu pour un deuxième numéro avec la chanson Love Me, où la caméra a fait un gros plan du visage d’Elvis pour y avoir son fameux sourire levant la lèvre supérieure, créant une folie furieuse de la part de l’auditoire.
Cette prestation a encore créé des mouvements de contestation surtout à Nashville et St. Louis, mais les cotes d'écoute demeuraient très élevées. Plus le mouvement anti-Elvis grandissait, plus les légions de fans en faisaient son éloge. Les fans d’Elvis Presley se comptaient par millions d’adolescents.

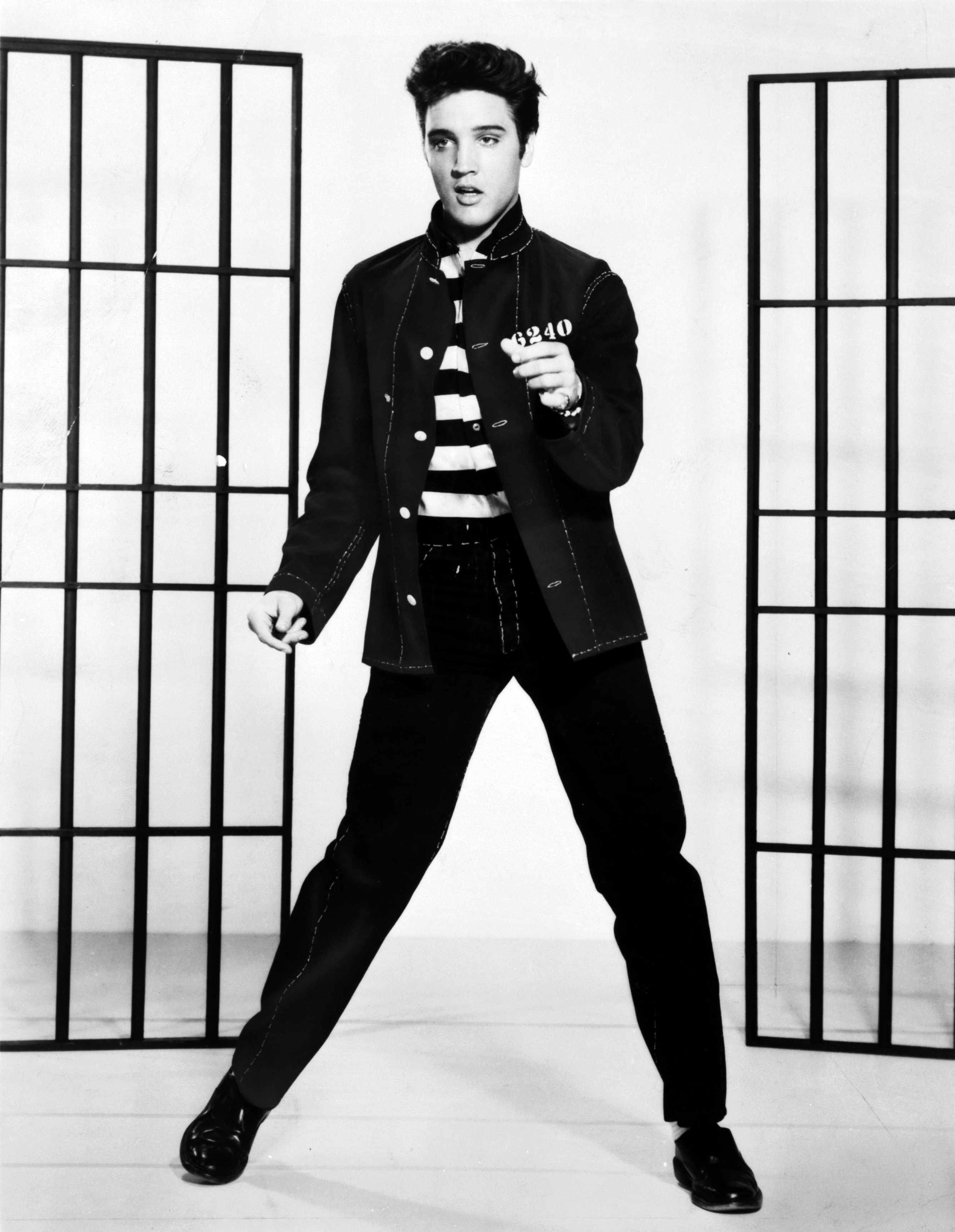
Elvis Presley en 1957

La troisième et dernière performance d’Elvis Presley dans le Ed Sullivan Show a eu lieu le 6 janvier 1957, soit deux jours avant son anniversaire. Pour cette émission, Elvis partageait la scène avec l'imitateur Will Jordan, le ventriloque Arthur Worsley et une comédienne qui faisait ses débuts, Carol Burnett. Mais CBS a dû censurer sa prestation, en ne le présentant que de la taille au visage, sans ses déhanchements et mouvements de jambes à connotation sexuelle. Ils ne voulaient pas de nouvelles controverses dans leur émission. Elvis Presley et son groupe ont joué de nombreuses chansons : Hound Dog, Don’t Be Cruel, Too Much, When My Blue Moon Turns To Gold Again et Peace In The Valley. Puis, à la fin de l’émission, Ed Sullivan a pris le temps de complimenter Elvis : « I wanted to say to Elvis Presley and the country that this is a real decent, fine boy, and wherever you go, Elvis, we want to say we’ve never had a pleasanter experience on our show with a big name than we’ve had with you. So now let’s have a tremendous hand for a very nice person! » . (« Je voulais dire à Elvis Presley et au pays qu’il est vraiment un jeune homme décent. Peu importe où tu vas aller, Elvis, nous voulons te dire que nous n’avons jamais eu une expérience aussi plaisante sur notre émission avec un grand nom. Donc maintenant, applaudissons grandement une bonne personne; »). Après cette intervention, Elvis Presley a salué, et a quitté la scène du Ed Sullivan Show pour la dernière fois.

### The Beatles
Le 9 février 1964, 73 millions de personnes visionnent un événement qui a marqué l’histoire de la télévision et de la musique populaire. Plus de cinquante ans plus tard, cette prestation est encore commentée, remémorée et regardée mondialement (comme le démontre la célébration de cette soirée où de nombreux artistes honorent le groupe; The Night That Changed America: A Grammy Salute to The Beatles (en)). Quelques semaines avant la prestation, les Beatles avaient déjà atteint le sommet des palmarès américains. La grande anticipation et folie furieuse de l’arrivée des Beatles aux États-Unis n’avait pas été vue depuis la performance d'Elvis Presley sur le Ed Sullivan Show en 1956 .
Il y a eu une entente entre Ed Sullivan et Brian Epstein, le gérant des Beatles, pour amener le groupe pour une première prestation en direct à la télévision américaine, ainsi que deux autres prestations par la suite, pour lesquelles les Beatles recevraient 10 000 $. Les semaines avant le grand moment historique, la « Beatlemania » avait débuté et les radios semblaient ne jouer que leur musique. Les adolescents achetaient de la marchandise du groupe, et des autocollants mentionnant que « The Beatles are coming » (Les Beatles arrivent) se retrouvaient sur de nombreux pare-chocs de voitures.

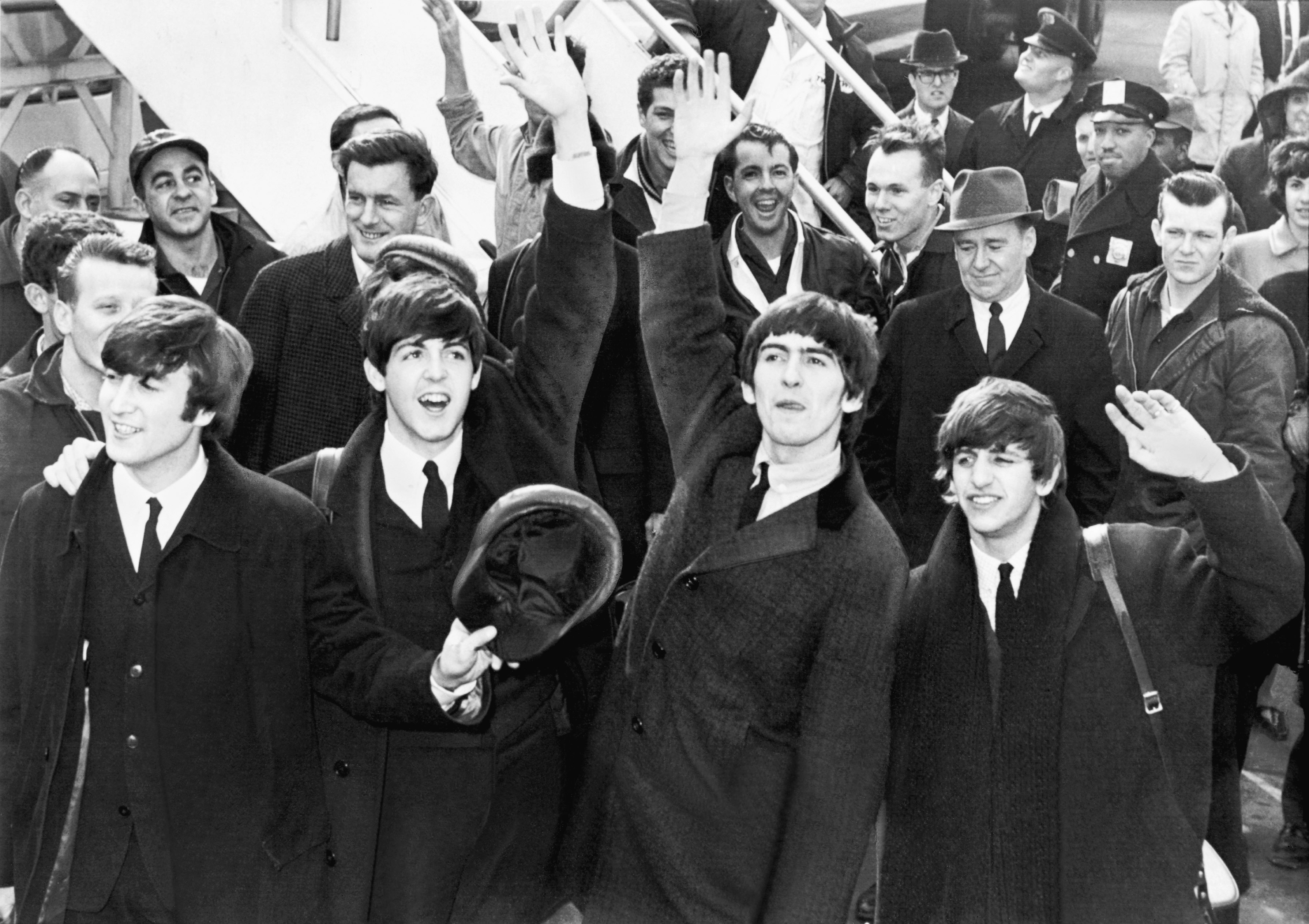
Les Beatles au JFK Airport de New York, le 7 février 1964.

Les Beatles sont arrivés à l’aéroport international de New York-John F. Kennedy le 7 février 1964, accueillis par un regroupement de journalistes et d’admirateurs. 50 000 demandes ont été faites pour obtenir un siège à l’émission, mais le studio de CBS ne pouvait accommoder une audience que de 700 personnes. Ed a commencé le programme en présentant un message reçu d’Elvis Presley et son gérant, le Colonel Tom Parker, félicitant les Beatles. Puis, Sullivan a poursuivi avec des publicités de « Aero Shave » et de « Griffin Show Polish ». Et finalement, il a commencé son introduction mémorable :
« Now yesterday and today our theater's been jammed with newspapermen and hundreds of photographers from all over the nation, and these veterans agreed with me that this city never has witnessed the excitement stirred by these youngsters from Liverpool who call themselves The Beatles. Now tonight, you're gonna twice be entertained by them. Right now, and again in the second half of our show. Ladies and gentlemen, The Beatles! ».
(Hier et aujourd’hui, notre théâtre a été rempli par des journalistes et des centaines de photographes venant de tout le pays, et ces gens expérimentés sont d’accord avec moi pour dire que cette ville n’a jamais témoigné une enthousiasme tel que celui inspiré par ces jeunes de Liverpool qui se nomment les Beatles. Maintenant, ce soir, vous allez être diverti par eux deux fois. Maintenant, et encore une fois dans la seconde moitié de notre spectacle. Mesdames et Messieurs, les Beatles !)
John Lennon, Paul McCartney, George Harrison et Ringo Starr ont commencé leur performance avec All My Loving, avec des cris stridents de filles dans l’audience. Puis, Paul McCartney a poursuivi avec Till There Was You. Puis, ils ont terminé la première partie avec She Loves You. Après leur première partie, Fred Kaps, un magicien, est monté sur scène. Il y avait aussi l'imitateur Frank Gorshin, les acrobates Wells & the Four Fays, les comiques McCall & Brill, et Georgia Brown accompagnées des acteurs du spectacle de Broadway Oliver. Au retour des Beatles, ils ont conclu l’émission avec I Saw Her Standing There et I Want To Hold Your Hand. Cette émission était un grand succès, avec plus de 40 % de toute la population vivant en Amérique, hommes, femmes, enfants, ayant regardé les Beatles dans le Ed Sullivan Show.
La deuxième apparition des Beatles sur l’émission était le 16 février 1964, à l’hôtel Deauville, en Floride Il y avait une troupe d’admirateurs bloquant le passage, empêchant les membres du groupe de se rendre à la salle pour jouer. Avec l’aide de la sécurité, ils ont réussi à créer un chemin dans ce groupe encombrant d’adolescents pour se rendre quelques secondes avant leur passage sur scène. En raison de leur impossibilité de se rendre sur scène quelques instants avant leur performance, il y avait des difficultés avec l’audio, un microphone n’était pas branché. Toutefois, les cris de l'auditoire ont surpassé le son de la performance, empêchant de réellement s’apercevoir de ces problèmes. Les Beatles ont joué She Loves You, This Boy et All My Loving pour leur premier acte, puis fermant le spectacle avec I Saw Her Standing There, From Me to You et I Want To Hold Your Hand. Pour une deuxième fois, cette émission des Beatles sur Ed Sullivan Show a eu une cote d’écoute élevée, près du record de leur première performance, avec encore une fois une audience de 40 % de la population américaine.
La troisième performance des Beatles était techniquement leur première, puisqu'elle était préenregistrée avant le grand moment du 9 février, et a été utilisée pour l’émission du 23 février 1964 . Ils ont chanté Twist and Shout, Please Please Me et I Want To Hold Your Hand. Malgré leur contrat de trois apparitions, ils ont été une dernière fois sur le Ed Sullivan Show le 12 septembre 1965. Ils ont présenté I Feel Fine, I'm Down, Act Naturally, Ticket to Ride, Yesterday et Help !. C’était encore une fois préenregistré, le 14 août 1965, soit une journée avant le début de leur tournée nord-américaine.
Lors des quatre performances historiques des Beatles sur Ed Sullivan Show, ils ont présenté vingt chansons, dont sept qui ont atteint la première place des palmarès. Ayant accueilli une audience d’un quart de milliard de personnes, le succès des Beatles sur l’émission a permis le début de l’Invasion britannique, avec des groupes de rock 'n' roll comme les Rolling Stones, les Animals, Herman’s Hermits, Peter and Gordon, … Le Ed Sullivan Show en collaboration avec les Beatles a permis de créer une impulsion changeant l’histoire de la musique, la culture et la télévision ; un impact mondial.

## Culture populaire
- Dans la biographie fictive du groupe de mime, musical et steampunk, Steam Powered Giraffe, il est écrit qu'ils ont participé à l'émission.
- Le film I Wanna Hold Your Hand de Robert Zemeckis (1978) raconte les mésaventures d'adolescents qui tentent d'assister à la prestation des Beatles au Ed Sullivan Show lors de leur première tournée américaine. C'est Will Jordan qui prend les traits de Ed Sullivan ; cet humoriste américain l'a imité dans quelques films, sur Broadway et même sur le Ed Sullivan Show[40].